# Leichtathletik-Europameisterschaften 1974/3000 m Hindernis der Männer

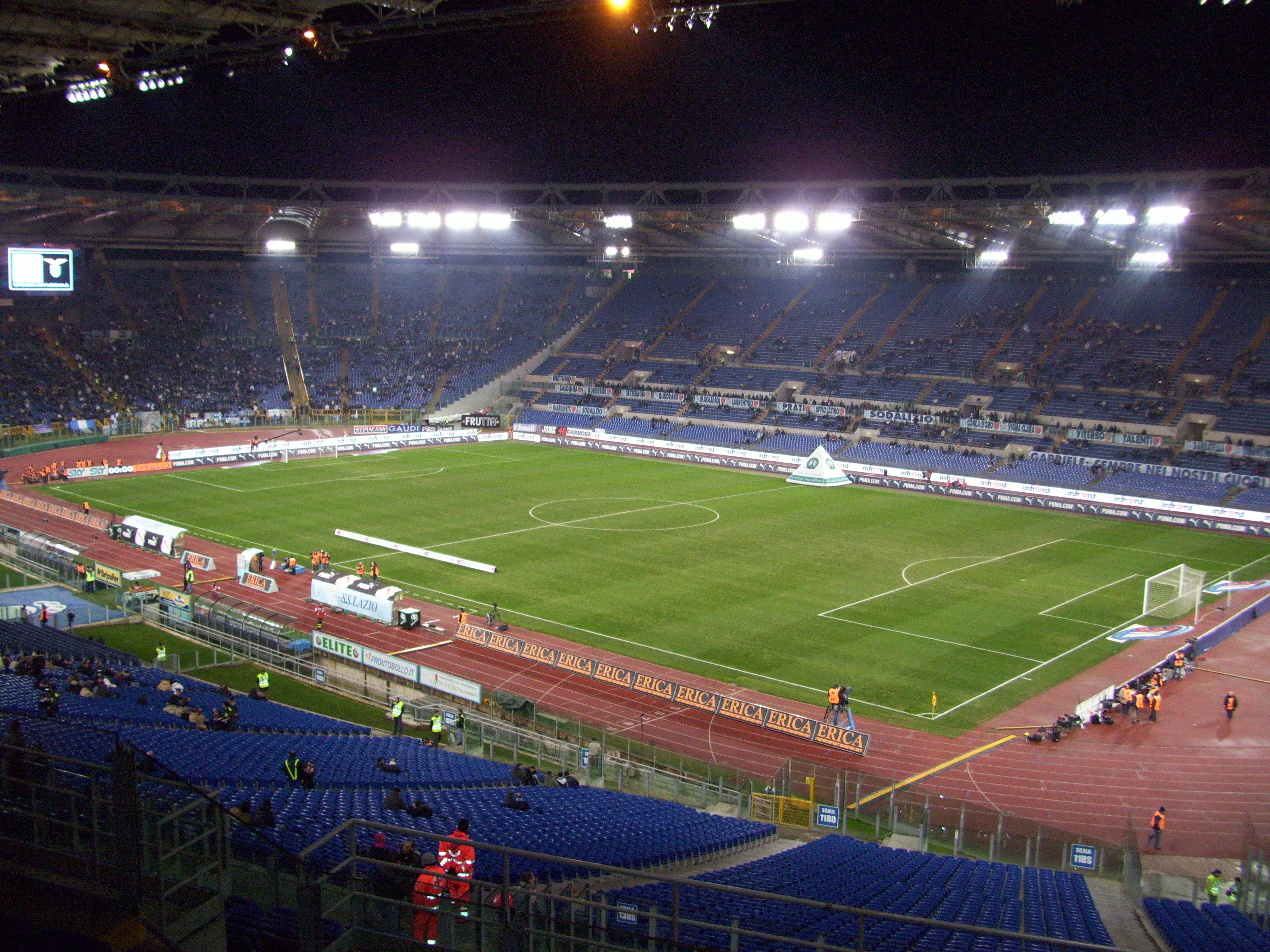
Das Olympiastadion von Rom im Jahr 2009

Der 3000-Meter-Hindernislauf der Männer bei den Leichtathletik-Europameisterschaften 1974 wurde am 4. und 7. September 1974 im Olympiastadion von Rom ausgetragen.
Europameister wurde der polnische Olympiavierte von 1972 Bronisław Malinowski, der fünf Tage zuvor Rang vier über 10.000 Meter belegt hatte. Er gewann vor dem schwedischen Europarekordinhaber Anders Gärderud. Bronze ging an den bundesdeutschen Läufer Michael Karst.

## Rekorde

### Bestehende Rekorde
| Weltrekord           | 8:14,0 min  | Benjamin Jipcho | Helsinki, Finnland     | 27. Juni 1973      |
| Europarekord         | 8:14,2 min  | Anders Gärderud | Helsinki, Finnland     | 1. August 1974     |
| Meisterschaftsrekord | 8:25,02 min | Michail Schelew | EM Athen, Griechenland | 20. September 1969 |

### Rekordverbesserungen/-egalisierungen
Der bestehende EM-Rekord wurde bei diesen Europameisterschaften dreimal verbessert. Bei Zugrundelegung der offiziell auf Zehntelsekunden gerundeten Zeiten, kommt noch eine Einstellungen des Meisterschaftsrekords hinzu. Außerdem gab es fünf neue Landesrekorde.
- Meisterschaftsrekorde:
  - 8:23,60 min (offiziell: 8:23,6 min) – Bronisław Malinowski (Polen), erster Rang im zweiten Vorlauf am 4. September
  - 8:23,6 min (offiziell: 8:23,6 min) – Tapio Kantanen (Finnland), zweiter Rang im zweiten Vorlauf am 4. September
  - 8:23,62 min (offiziell: 8:23,6 min) – Anders Gärderud (Schweden), dritter Vorlauf am 4. September (Rekord egalisiert)
  - 8:15,04 min (offiziell: 8:15,0 min) – Bronisław Malinowski (Polen), Finale am 7. September
- Landesrekorde:
  - 8:25,8 min – Gheorghe Cefan (Rumänien), dritter Vorlauf am 4. September
  - 8:26,0 min – Hanspeter Wehrli (Schweiz), dritter Vorlauf am 4. September
  - 8:15,04 min (offiziell: 8:15,0 min) – Bronisław Malinowski (Polen), Finale am 7. September
  - 8:17,91 min (offiziell: 8:17,9 min) – Michael Karst (BR Deutschland), Finale am 7. September
  - 8:18,85 min (offiziell: 8:18,9 min) – Franco Fava (Italien), Finale am 7. September

## Legende
- CR: Championshiprekord
- NR: Nationaler Rekord
- DR: Deutscher Rekord
- DNF: Wettkampf nicht beendet (did not finish)

## Vorrunde
4. September 1974
Die Vorrunde wurde in drei Läufen durchgeführt. Die ersten drei Athleten pro Lauf – hellblau unterlegt – sowie die darüber hinaus drei zeitschnellsten Läufer – hellgrün unterlegt – qualifizierten sich für das Finale. Die über die Zeit qualifizierten Sportler rekrutierten sich alle aus dem dritten Vorlauf.

### Vorlauf 1
| Platz | Name              | Nation         | Zeit (min) |
| ----- | ----------------- | -------------- | ---------- |
| 1     | Franco Fava       | Italien        | 8:25,97    |
| 2     | Michael Karst     | BR Deutschland | 8:26,40    |
| 3     | Dan Glans         | Schweden       | 8:28,00    |
| 4     | Paul Thys         | Belgien        | 8:34,20    |
| 5     | Jean-Paul Villain | Frankreich     | 8:45,00    |
| 6     | John Bicourt      | Großbritannien | 8:52,80    |
| 7     | Arne Risa         | Norwegen       | 8:58,80    |
| DNF   | Karl-Åge Søltoft  | Dänemark       |            |

### Vorlauf 2
| Platz | Name                 | Nation           | Zeit (min) |
| ----- | -------------------- | ---------------- | ---------- |
| 1     | Bronisław Malinowski | Polen            | 8:23,60 CR |
| 2     | Tapio Kantanen       | Finnland         | 8:23,6 0CR |
| 3     | František Bartoš     | Tschechoslowakei | 8:32,0     |
| 4     | John Davies          | Großbritannien   | 8:36,0     |
| 5     | Sverre Sørnes        | Norwegen         | 8:44,2     |
| 6     | Herbert Leyens       | Belgien          | 8:45,4     |
| 7     | Patrick Martin       | Frankreich       | 8:46,8     |
| 8     | Eddy Leddy           | Irland           | 9:04,6     |

### Vorlauf 3
| Platz | Name                | Nation           | Zeit (min)  |
| ----- | ------------------- | ---------------- | ----------- |
| 1     | Anders Gärderud     | Schweden         | 8:23,62 CRe |
| 2     | Gheorghe Cefan      | Rumänien         | 8:25,8 0NR  |
| 3     | Hanspeter Wehrli    | Schweiz          | 8:26,0 0NR  |
| 4     | Gerd Frähmcke       | BR Deutschland   | 8:26,8      |
| 5     | Dušan Moravčík      | Tschechoslowakei | 8:28,0      |
| 6     | Gérard Buchheit     | Frankreich       | 8:31,0      |
| 7     | José Antonio Campos | Spanien          | 8:38,2      |
| 8     | David Camp          | Großbritannien   | 8:44,4      |

Anmerkung zur Bewertung der Siegerzeit im dritten Vorlauf als eingestellter Meisterschaftsrekord:

Die offiziellen Zeiten wurden auf Zehntelsekunden gerundet. So war Bronisław Malinowski bei seinem EM-Rekord im zweiten Vorlauf mit 8:23,60 min zwar zwei Hundertstelsekunden schneller als Anders Gärderud bei seinem Sieg im dritten Vorlauf. Doch die offizielle Zeit betrug nach der Rundung auf Zehntelsekunden für beide Läufer 8:23,6 min, ebenso für den im zweiten Vorlauf zweitplatzierten Tapio Kantanen. Damit hatte Gärderud Malinowskis und Kantanens Rekord egalisiert. Im Finale schaffte Malinowski dann mit 8:15,04 min – gerundet 8:15,0 min – wieder klare Verhältnisse.

## Finale

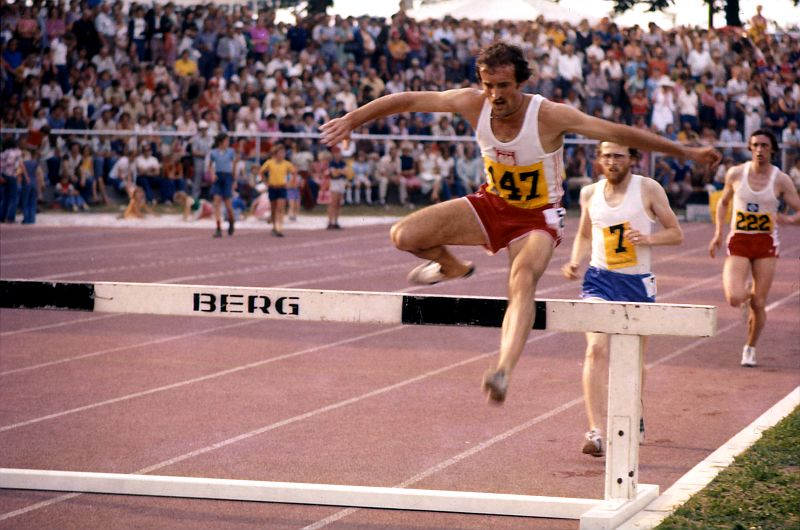
Europameister Bronisław Malinowski – fünf Tage zuvor Vierter über 10.000 Meter, 1976 Olympiazweiter auf der Hindernisstrecke und 1978 erneut Europameister

7. September 1974, 17:20 Uhr
| Platz | Name                 | Nation           | Zeit (min)    |
| ----- | -------------------- | ---------------- | ------------- |
| 1     | Bronisław Malinowski | Polen            | 8:15,04 CR/NR |
| 2     | Anders Gärderud      | Schweden         | 8:15,41       |
| 3     | Michael Karst        | BR Deutschland   | 8:17,91 DR    |
| 4     | Franco Fava          | Italien          | 8:18,85 NR    |
| 5     | Hanspeter Wehrli     | Schweiz          | 8:26,13       |
| 6     | Gheorghe Cefan       | Rumänien         | 8:26,19       |
| 7     | Gerd Frähmcke        | BR Deutschland   | 8:26,53       |
| 8     | Gérard Buchheit      | Frankreich       | 8:30,2        |
| 9     | Dan Glans            | Schweden         | 8:31,4        |
| 10    | Dušan Moravčík       | Tschechoslowakei | 8:34,4        |
| 11    | Tapio Kantanen       | Finnland         | 8:43,2        |
| 12    | František Bartoš     | Tschechoslowakei | 8:49,6        |